# نهائي كأس إيطاليا 1993
نهائي كأس إيطاليا 1993 هي المباراة النهائية من منافسة كأس إيطاليا 1992–93، أقيمت المباراة في 1993، بين فريقي نادي تورينو، ونادي روما، وفاز فيها نادي تورينو، بعد أن هزم نادي روما، بنتيجة 5 - 5.

## تفاصيل المباراة
لعبت المباراة النهائية في 1993.
| نادي تورينو | 5 -5 | نادي روما |
| ----------- | ---- | --------- |
|             |      |           |